# Benjamin-Gunnar Cohrs
Benjamin-Gunnar Cohrs (* 21. September 1965 in Hameln; † 21. November 2023 in Bremen) war ein deutscher Dirigent, Musiker, Musikforscher und Publizist.

## Ausbildung
Cohrs debütierte 1984 als Dirigent mit dem Orchester der Jugendmusikschule Hameln, wo er seit 1972 seine erste musikalische Ausbildung in den Fächern Querflöte, Klavier und Tonsatz erhielt. Anschließend gründete er das Jugendstreichorchester Hameln, das bis 1990 unter seiner Leitung Werke des Streich- und Kammerorchester-Repertoires aufführte. Von 1986 bis 1989 studierte Cohrs Dirigieren bei Nicola Samale in Rom; von 1989 bis 1994 an der Hochschule für Künste Bremen Konzertdirigieren bei Hans Joachim Kauffmann, Querflöte bei Susanne Meier und Gesang bei Hidenori Komatsu. Sein Prüfungskonzert, das neben Werken von Felix Mendelssohn Bartholdy, Jean Sibelius und Frank Martin die Bremer Erstaufführung der 5. Sinfonie von Ralph Vaughan Williams beinhaltete, wurde von Radio Bremen aufgezeichnet und mehrfach ausgestrahlt. 1994 absolvierte Cohrs auf Einladung der University of Adelaide als Stipendiat des Deutschen Akademischen Austauschdienstes (DAAD) einen Diplomstudiengang der Musikwissenschaften bei Andrew D. McCredie. 2009 promovierte er im Fach historische Musikwissenschaften an der Universität Hamburg. 2010 wurde Cohrs von der Bruckner Society of America für seine Verdienste um Anton Bruckner mit der Kilenyi-Medaille ausgezeichnet.

## Dirigent
Am 6. November 2000 bestritt Cohrs mit dem Russischen Nationalorchester im großen Saal des Moskauer Konservatoriums sein internationales Konzert-Debüt als Dirigent. Sein Japan-Debüt mit dem Royal Flanders Philharmonic am 28. September 2001 in Tokio beinhaltete ein Werkstattkonzert, in dem er die japanische Erstaufführung von Fragment wie auch Vervollständigung des Finales von Anton Bruckners 9. Sinfonie leitete. Am 8. Oktober 2002 dirigierte er im Rahmen eines Festkonzertes des oberösterreichischen Brucknerbundes in Gmunden die komplette 9. Sinfonie von Bruckner mitsamt Finale-Vervollständigung. Es musizierte die Janáček Philharmonie Ostrava. Im April 2004 dirigierte er in Sarajevo das Sarajevo Symphony Orchestra mit der Uraufführung der vervollständigten unvollendeten Sinfonie h-Moll D 759 von Franz Schubert. Am 20. und 21. September 2013 leitete er in Bremen und Dortmund die Uraufführung seiner Neufassung des Requiem KV 626 von Wolfgang Amadeus Mozart. Am 28. und 29. Mai 2016 dirigierte er in Bremen und Peine die Erstaufführung zahlreicher eigener Bearbeitungen für Streichorchester, erneut mit dem Göttinger Barockorchester in historischer Aufführungspraxis.

## Musikforscher und Publizist
Von 1996 bis 2021 war Cohrs als Autor und Sprecher für Radio Bremen, den WDR und SWR tätig (Programme; Features). Als Kultur-Journalist und wissenschaftlicher Autor arbeitete er für die Tagespresse, Internet-Magazine, Fachzeitschriften, Veranstalter und CD-Firmen. Cohrs hat außerdem auf der Grundlage von Originalquellen neue Aufführungsfassungen der Sinfonie h-Moll D 759 von Schubert (vervollständigte, viersätzige Urtext-Ausgabe mit neuem Aufführungsmaterial: BGC Manuscript Edition, 2015), der c-Moll-Messe KV 427 und des Requiems KV 626 (beide BGC Manuscript Edition, 2013) von Mozart erarbeitet. Bekannt wurde er insbesondere als Bruckner-Forscher und -Herausgeber: Von 1995 bis 2012 war Cohrs Mitarbeiter der Bruckner-Gesamtausgabe im Musikwissenschaftlichen Verlag Wien. Dort legte er unter anderem eine Neuausgabe der 9. Sinfonie d-moll, einen Studienband zu deren Scherzo & Trio sowie den Revisionsbericht vor. Ab 1986 war er im Team von Nicola Samale an der Erarbeitung der Aufführungsfassung des unvollendeten Finalsatzes der 9. Sinfonie d-Moll von Anton Bruckner beteiligt. Er trat 2021 aus dem Editorial Team aus, nachdem John A. Phillips seine Revision der Partitur ohne Beteiligung von Cohrs vorgenommen und veröffentlicht hatte. Für die wissenschaftliche Reihe Musik-Konzepte stellte er im Auftrag der früheren Herausgeber Heinz-Klaus Metzger und Rainer Riehn das Dreifachheft 120/121/122 zusammen (Bruckners Neunte im Fegefeuer der Rezeption, München 2003). Ab 2012 war Benjamin-Gunnar Cohrs Editionsleiter und Herausgeber der Anton Bruckner Edition Wien, die in der Verlagsgruppe Alexander Hermann (Wien) erscheint und vom Verlag Schott Music vertrieben wird. Als erster Band der Anton Bruckner Urtext Gesamtausgabe (Schirmherr: Nikolaus Harnoncourt - bis zu seinem Tod -; seit 2019: Simon Rattle) wurde im Sommer 2015 die 7. Sinfonie E-Dur veröffentlicht (Erstaufführung: 2. Mai 2015, Milano/La Scala; 3. Mai 2015, Wien/Musikverein; Berliner Philharmoniker, Simon Rattle). 2016 folgte die 6. Sinfonie A-Dur (Erstaufführung: April 2016, u. a. in Paris, London, Bruxelles, Orchestra of the Age of Enlightenment, Simon Rattle), 2017 die Missa Solemnis in B (Erstaufführung: 25. Juni 2017, Berlin/Konzerthaus, RIAS-Kammerchor, Akademie für Alte Musik Berlin, Lukasz Borowicz), 2018 die 5. Sinfonie B-Dur (Erstaufführung: Swedish Radio Symphony Orchestra, Daniel Harding, Stockholm/Berwaldhallen, 4. September 2018), 2018 das Requiem d-moll (Erstaufführung: 22. November 2018, Berlin/Philharmonie, RIAS-Kammerchor, Akademie für Alte Musik Berlin, Lukasz Borowicz) sowie 2021 die 4. Sinfonie Es-Dur in der Fassung 1878–81 mitsamt dem 1878 ausgeschiedenen Scherzo und Finale (Erstaufführung: 19. bis 27. September 2021, in London, Luxembourg, Frankfurt, Dortmund und Köln, London Symphony Orchestra, Simon Rattle). 

### Noten-Ausgaben
- Lili Boulanger: Théme et Variations für Klavier (1915). Erstausgabe. Tonger, Köln 2005 (ISMN-M-005-32611-3)
- Anton Bruckner: IX. Symphonie d-Moll (1. Satz–Scherzo & Trio–Adagio). Partitur und Stimmen. Neuausgabe von B. G. Cohrs zu Bd. IX der Gesamtausgabe der Werke Anton Bruckners, Wien 2000 (ISMN-M-50025-225-2)
- Anton Bruckner: IX. Symphonie, Finale (unvollendet). Vervollständigte Aufführungsfassung für Orchester (1983–2012); Kritische Neuausgabe 2012 mit Kommentar (d/e). Partitur: Repertoire Explorer Nr. 444 / Musikproduktion Hoeflich, München 2012; Aufführungsmaterial: BGC Manuscript Edition, Bremen.
- Anton Bruckner: Scherzo und Trio / Ältere Trios mit Viola-Solo. Studienband von B. G. Cohrs zu Bd. IX/2. der Gesamtausgabe der Werke Anton Bruckners, Wien 1998 (ISMN-M-50025-182-8)
- Anton Bruckner: Zwei nachgelassene Trios zur IX. Sinfonie. Aufführungsfassung für Orchester. Doblinger, Wien 1998 (ISMN-M-012-18480-8).
- Frank Martin: Sonata da chiesa für Querflöte und Streichorchester (1993–94); Partitur und Stimmen (Neue Bearbeitung auf Wunsch von Maria Martin); Erstausgabe, Universal-Edition, Wien 1997 (UE 30 868).
- Wolfgang Amadeus Mozart: Missa Solemnis (Große Messe) c-Moll KV 427, Credo & Agnus Dei, Vervollständigung nach Originalquellen. Partitur: Repertoire Explorer Nr. 1049, Musikproduktion Höflich, München 2010; Aufführungsmaterial: BGC Manuscript Edition, Bremen
- Wolfgang Amadeus Mozart: Requiem d-moll KV 626 (unvollendet), neue Vervollständigung. Partitur: Repertoire Explorer Nr. 1425, Musikproduktion Höflich, München 2013; Aufführungsmaterial: BGC Manuscript Edition, Bremen
- Erik Satie: Trois Gymnopédies, Bearbeitung für Streichorchester mit Harfe ad lib. und Arrangement für Melodie-Instrument oder Sopran-Vokalise mit Harfen- oder Klavierbegleitung oder Orgel solo; Partitur und Stimmen; Erstausgabe, Doblinger, Wien 2006 (ISMN 0M-012-19299-2)
- Franz Schubert: Sinfonie h-Moll D 759 (Die Unvollendete), Scherzo D 759/3 (Vervollständigte Aufführungsfassung von Nicola Samale & Benjamin-Gunnar Cohrs) / Orchestersatz D 797/1 (Mutmaßliches Finale); Partitur: Repertoire Explorer Nr. 884 / Musikproduktion Hoeflich, München 2008; Aufführungsmaterial: BGC Manuscript Edition, Bremen.

### Schriften (Auswahl)
- Das Finale der IX. Sinfonie von Anton Bruckner. Geschichte – Dokumente – Werk – Präsentation des Fragments. (Dissertation) Wiener Bruckner Studien 3, Wien 2012, ISBN 978-3-900270-94-0
- Bruckners Neunte im Fegefeuer der Rezeption. Musik-Konzepte 120/121/122 (Konzeption und Zusammenstellung im Auftrag der Herausgeber H. K. Metzger und R. Riehn / darin verschiedene eigene Beiträge). München 2003, ISBN 3-88377-738-2
- Anton Bruckner: IX. Symphonie d-Moll (1. Satz–Scherzo & Trio–Adagio). Kritischer Bericht zur Neuausgabe von B. G. Cohrs zu IX der Gesamtausgabe der Werke Anton Bruckners, Wien 2001, ISBN 3-900270-53-8
- Anton Bruckners mißverstandene musikalische Architektur. Anmerkungen zur Kon- und Rezeption von Bruckners Symphonien. Vortrag, Bruckner-Symposium Linz, September 2002. In: Bruckner-Jahrbuch 2001–2005, S. 395–416, Linz 2006, ISBN 978-3-900270-71-1
- Mus. Hs. 6018: Ein Skizzenbogen Bruckners, neu gelesen. In: Studien und Berichte. Mitteilungsblatt 59 der IBG, S. 13–25, Wien 2002
- Die Problematik von Fassung und Bearbeitung bei Anton Bruckner, erläutert anhand der drei Trios zum Scherzo der Neunten Sinfonie. In: Symposiumsbericht 1996, S. 65–84, Linz 1998, ISBN 3-900270-39-2

### Kompositionen (Auswahl)
- L´amour perdu (MS, 1993), Berceuse pour Piano op. 4 (gewidmet Ole Georg Graf). Auch Bearbeitung für Kammerorchester (MS, 1999)
- Trois Pastorales (MS, 1991) op. 3 für Querflöte und Klarinette (gewidmet Michael Donner)
- Jesu, Deine Passion EKG 67 (MS, 1987/91), Choralvorspiel für Orgel op. 2 (in memoriam Sebastian Hedemann)
- Komm, Herr, segne uns (MS, 1980/4) op. 1, Motette für vier- bis fünfstimmigen gemischten Chor, Querflöte und Orgel (gewidmet Daniela Scholz)